# Kóki Hirota
Kóki Hirota (japonsky: 廣田 弘毅; 14. února 1878 Fukuoka – 23. prosince 1948 Tokio) byl japonský politik a diplomat. V letech 1936–1937 zastával funkci premiéra Japonska. Dvakrát byl rovněž ministrem zahraničních věcí (1933–1936, 1937–1938). Po porážce Japonska ve druhé světové válce byl popraven za válečné zločiny spáchané během druhé čínsko-japonské války.

## Život
Narodil se v rodině kameníka a byl adoptován do vlivné rodiny Hirota. Vystudoval práva na Tokijské císařské univerzitě. Jedním z jeho spolužáků zde byl poválečný premiér Šigeru Jošida. V mládí byl spojen s ultrapravicovou tajnou společností Genjoša (Společnost temného moře). Po studiích nastoupil na ministerstvo zahraničních věcí a stal se kariérním diplomatem. Byl atašé v Pekingu a Londýně, poté vedoucím sekce obchodních záležitostí ministerstva (1915–1918), prvním tajemníkem velvyslanectví ve Washingtonu (1918), zástupcem ředitele Informačního úřadu (1922) a ředitelem odboru pro Evropu a Ameriku na ministerstvu zahraničí (1923). Poté byl velvyslancem v Nizozemsku (1926) a v Sovětském svazu (1928 až 1932). V Moskvě se diplomaticky vyznamenal během mandžuské krize. V roce 1933 byl jmenován ministrem zahraničí ve vládě Makota Saitóa, krátce poté, co Japonsko vystoupilo ze Společnosti národů. Funkci si udržel i v následujícím kabinetu admirála Keisuke Okady.
Jako ministr zahraničí vyjednával o koupi Čínské východní dráhy v Mandžusku od Sovětů. Dne 28. října 1935 vyhlásil Hirota Sangensoku (Tři Hirotovy principy), které shrnovaly velmocenské požadavky Japonska vůči Číně: vytvoření bloku Japonsko-Čína-Mandžukuo, společný čínsko-japonský postup proti šíření komunismu a potlačení protijaponských aktivit v Číně. Hirota tvrdil, že čínský warlordismus na straně jedné a čínský komunismus na straně druhé představují „hnisající vřed hluboko v lůně východní Asie“, který ohrožuje „všechny asijské rasy jistou a nevyhnutelnou smrtí”. Proto považoval další vojenské angažmá v Číně za „hrdinskou operaci“, spíše než za invazi.
V roce 1936, kdy byly radikální frakce v japonské armádě zdiskreditovány incidentem 26. února, byl Hirota vybrán, aby nahradil Okadu ve funkci premiéra. Uklidnil armádu tím, že obnovil pravidlo, podle kterého mohli na postech ministra války a námořnictva sloužit pouze důstojníci armády nebo námořnictva v aktivní službě. To byl způsob, jakým armáda a námořnictvo mohli kteroukoli vládu svrhnout, neboť při odchodu vojenského ministra padala celá vláda. Pokud jde o zahraniční politiku, během jeho premiérství byl podepsán Pakt proti Kominterně s nacistickým Německem a fašistickou Itálií. Tato smlouva byla předchůdcem Paktu tří z roku 1940.
Hirotovo funkční období trvalo o něco méně než rok. Rezignoval po neshodách s ministrem války Hisaiči Teraučim. Na jeho konec v úřadě postačilo, že „dovolil“ projev opozičního politika Kunimacu Hamady, který kritizoval armádní vměšování do politiky. To byl signál, jakou moc armáda již měla, a v jakém rozvalu již byla japonská demokracie. Dalším signálem ostatně bylo, že jeho nástupce Kazušige Ugaki kvůli odporu armády nebyl schopen sestavit vládu vůbec. 
Hirota se brzy vrátil do vládních služeb jako ministr zahraničí pod princem Fumimarem Konoem. Během svého druhého funkčního období se stavěl mnohem kritičtěji proti vojenské agresi v Číně. Armáda to dlouho netolerovala a donutila ho v roce 1938 odejít do důchodu.
V roce 1945 se však vrátil do vládních služeb, aby vedl mírová jednání se Sovětským svazem. V té době měly Japonsko a Sovětský svaz stále ještě platný pakt o neútočení, i když všechny ostatní spojenecké mocnosti vyhlásily Japonsku válku. Hirota se pokusil přesvědčit Josifa Stalina, aby se Sovětský svaz války nezúčastnil, ten ale nakonec válku Japonsku vyhlásil.
Po japonské kapitulaci byl Hirota zatčen jako válečný zločinec třídy A a předveden před Mezinárodní vojenský tribunál pro Dálný východ. Nijak se před soudem nehájil a byl shledán vinným z vedení útočných válek a válek porušujících mezinárodní právo, vedení nevyprovokované války proti Čínské republice a nerespektování povinnosti zabránit porušení válečného práva. Byl odsouzen k trestu smrti oběšením a popraven ve věznici Sugamo. Tvrdost jeho trestu je jednou z mála, která bývá v souvislosti v Tokijským procesem někdy kritizována. Byl jediným civilistou popraveným v tomto procesu a přitom bylo procesem jasně dokázáno, že civilní politici ztratili nad japonskou císařskou armádou ve 30. letech kontrolu. Tribunál nicméně zdůraznil, že Hirota o zvěrstvech v Číně věděl a nepokusil se učinit jim přítrž. Hirota byl v poválečné japonské veřejnosti poměrně populární a byl vnímán spíše jako oponent militaristů, kteří ho nakonec odstranili z cesty. Vznikla i petice za snížení trestu, kterou podepsalo 29 985 občanů. Přesto byl Spojenci popraven, patrně jako symbol skutečnosti, že politická elita Japonska nemůže veškerou odpovědnost za druhou světovou válku hodit jen na armádní kruhy.